# Нотр-Дам (Оттава)
Базилика Богоматери в Оттаве (Нотр-Дам) — католический собор в г. Оттава, столице Канады. Является кафедральным собором архиепархии Оттавы. Располагается по адресу: Сассекский проезд 375 в районе Лоуэр-Таун. Отнесён к Национальным историческим памятникам Канады в 1990 г.

## История и архитектура
Первоначально на месте Нотр-Дама находилась небольшая деревянная церковь Сен-Жак (Апостола Иакова), построенная в 1832 г. В 1841 г. церковь была снесена ради сооружения более крупной, проект которой составили Антуан Робийяр и отец Каннон в стиле неоклассицизма.
Однако в 1844 г. после завершения нижней секции руководство церковной общины сменилось, и для завершения строительства из Франции прибыл отец Тельмон, который решил изменить дизайн в более популярном в то время стиле неоготики. Таким образом, если нижние участки собора выполнены в неоклассическом стиле, то верхние — в неоготическом.

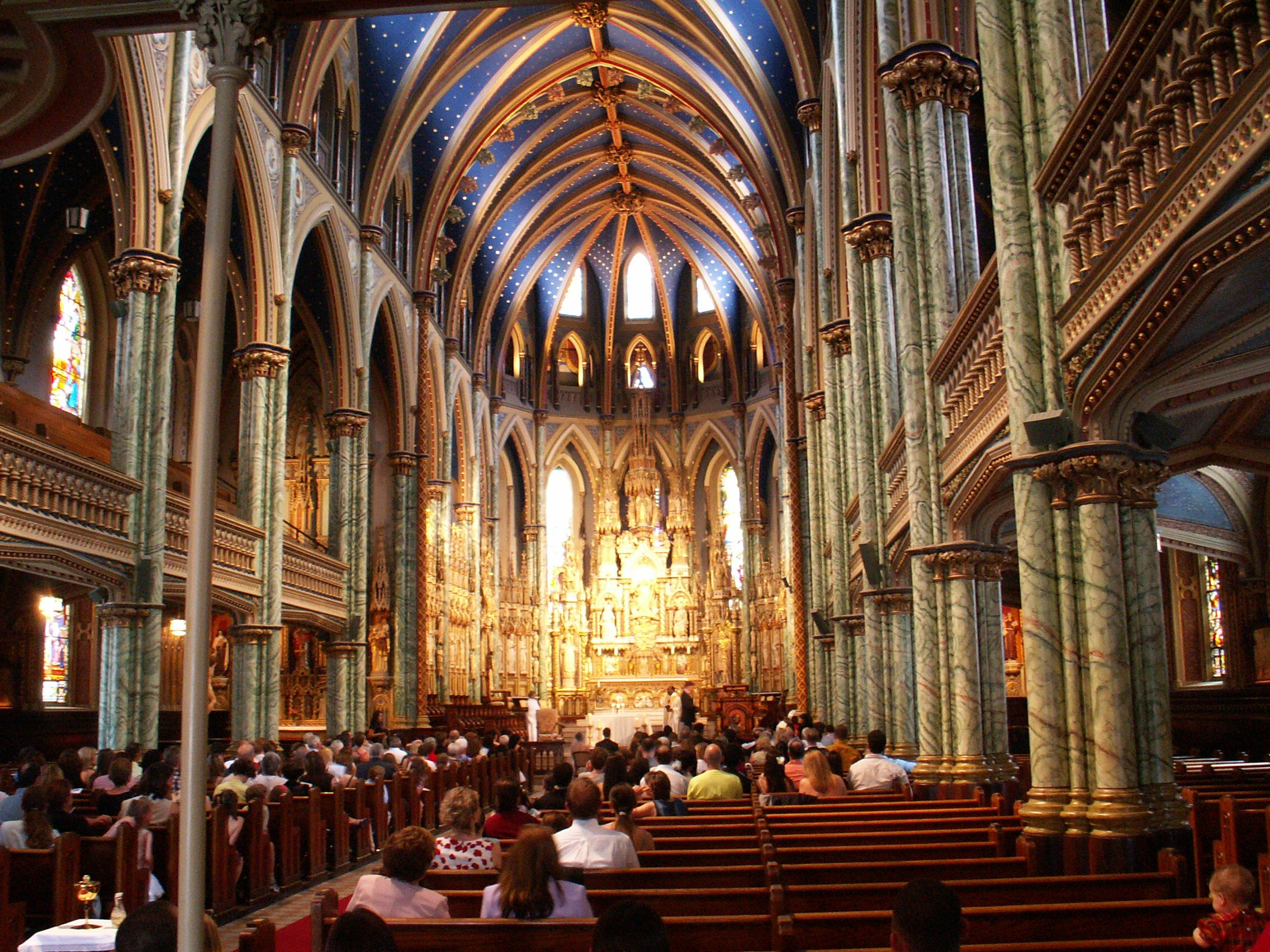
Интерьер собора Нотр-Дам в Оттаве

Хотя основная часть здания была завершена уже к 1846 г., лишь в 1866 г. на собор были установлены шпили.
Интерьер собора ярко раскрашен и украшен резными украшениями, витражами и сотнями статуй.
Собор является наиболее старой церковью на территории Оттавы и резиденцией католического архиепископа. Его двойные шпили и позолоченная статуя Богоматери хорошо видны с близлежащего Парламентского холма и прилегающих территорий. Церковь была отреставрирована в конце 1990-х. Службы проводятся и на французском, и на английском языках.
Композитор Амеде Трамбле служил органистом собора в 1894—1920 гг.